# Dècada del 700 aC

## Esdeveniments
- Auge dels pobles escites a l'Àsia, amb assentaments fortificats permanents
- Aparició de l'escriptura demòtica a Egipte
- Fundació de Tàrent
- Escriptura probable dels Upanishad
- Tir forma un Estat independent
- A Mallorca, inici del Talaiòtic III: s'intensifiquen els contactes amb l'exterior, introducció del ferro.[1]
- Grècia:
  - Període de ceràmica orientalitzant.
  - ceràmica protoàtica.

## Personatges destacats
- Sennàquerib
- Hesíode (controvertit)